# محمد بشير حجو
```
مهندس مدني في بلدية دمشق (1891-1929) 
```

محمد بشير حجو (1870-1942)، مهندس سوري من حلب، كان أحد أشهر المهندسين في بلدية دمشق خلال الربع الأخير من القرن التاسع عشر.

#### البداية
ولِد محمد بشير حجو في مدينة حلب ودَرَس الهندسة المدنية في جامعة إسطنبول. توجه إلى دمشق فور تخرجه وعُيّن مهندساً في بلدية دمشق من قبل رئيسها محمّد فوزي باشا العظم سنة 1891.

#### أعماله في دمشق
كلّف المهندس حجو بعدة مهام، كان أبرزها المشاركة في إعادة إعمار الجامع الأموي وترميمه بعد الحريق الذي تعرض له سنة 1893. وقد شارك في إنشاء المستشفى الحميدي في حيّ البرامكة، الذي عُرف لحقاً باسم مشفى الغربا ومن ثمّ بالمستشفى الوطني، و صيدليته الكائنة في ساحة المرجة. ساهم في شق طريق الصالحية وشارك في تأسيس السراي الكبير وسط ساحة المرجة بدمشق سنة 1901 (الذي تحوّل لاحقاً إلى مبنى وزارة الداخلية). وقد بقي يعمل في بلدية دمشق حتى تقاعده سنة 1929.

#### زقاق المهندس
أقام المهندس حجو في منطقة سوق ساروجا الأثرية حتى تسعينيات القرن التاسع عشر، عندما انتقل إلى حيّ المهاجرين ليكون من أول سكّانه. وقد عُرف الزقاق الذي أقام فيه “بزقاق المهندس،” ولكن اسمه تحوّل إلى طلعة شورى بعد وفاته، نسبة لعائلة شورى الدمشقية التي كانت تسكن بالقرب من منزل المهندس حجو.

#### الوفاة
توفي المهندس محمّد بشير حجو في دمشق عن عمر ناهز 72 عاماً سنة 1942.